# كأس الأمير 1980–81
أقيمت بطولة كأس الأمير العشرين في موسم 1980/1981 وبمشاركة جميع الفرق.

## الفرق المشاركة
- نادي القادسية الكويتي
- نادي الفحيحيل
- نادي كاظمة
- نادي الجهراء
- نادي الصليبيخات
- نادي التضامن الكويتي
- نادي الساحل الكويتي
- نادي الشباب الكويتي
- نادي اليرموك
- نادي السالمية
- نادي النصر الكويتي
- نادي خيطان
- نادي العربي الكويتي
- نادي الكويت

## الدور التمهيدي
- نادي القادسية الكويتي × نادي الفحيحيل (0:2)
- نادي كاظمة × نادي الجهراء (1:3)
- نادي الصليبيخات × نادي التضامن الكويتي (2:3)
- نادي الساحل الكويتي × نادي الشباب الكويتي (2:3)
- نادي اليرموك × نادي السالمية (1:2)
- نادي النصر الكويتي × نادي خيطان (0:3)

## الدور الربع نهائي
- نادي الكويت × نادي القادسية الكويتي (3:4)
- نادي العربي الكويتي × نادي الساحل الكويتي (1:4)
- نادي كاظمة × نادي الصليبيخات (1:2)
- نادي اليرموك × نادي النصر الكويتي (3:4)

## الدور النصف نهائي
- نادي الكويت × نادي كاظمة (1:2)
- نادي العربي الكويتي × نادي اليرموك (1:3)

## مباراة تحديد المركزين الثالث والرابع
- نادي كاظمة × نادي اليرموك (2:3)

## النهائي
- نادي العربي الكويتي × نادي الكويت (0:1)

سجل هدف العربي :
- بدر بوعباس

## هداف البطولة
- أحمد خلف (العربي) 4 أهداف.